# Yutian
Koordinaten: 39° 54′ N, 117° 44′ O
Yutian (chinesisch 玉田县, Pinyin Yùtián Xiàn) ist ein Kreis der bezirksfreien Stadt Tangshan im Nordosten der chinesischen Provinz Hebei. Er hat eine Fläche von 1.168 km² und zählt 684.833 Einwohner (Stand: Zensus 2010). Sein Hauptort ist die Großgemeinde Yutian (玉田镇).
Der Jingguang-Tempel (Jingguang si 净觉寺) steht seit 2006 auf der Liste der Denkmäler der Volksrepublik China (6-354).